# La Libertad (Guatemala)
Pour les articles homonymes, voir La Libertad.
La Libertad est une municipalité du département du Petén, dans le nord du Guatemala. Avec 79 416 habitants, elle est la commune la plus peuplée du département.

## Histoire

### Massacre de Dos Erres
En octobre 1982, des guérilleros ont tendu une embuscade à un convoi de l'armée près de Palestina, dans les environs de Dos Erres. Ils ont tué 21 soldats et pris 19 fusils. Le 4 décembre, un contingent de 58 Kaibiles (commandos d'élite des forces spéciales de l'armée guatémaltèque) a été envoyé par avion dans la région. Le lendemain, ils ont reçu l'ordre de se déguiser en guérilleros, de se déployer à Dos Erres et de tuer les habitants, considérés comme des sympathisants de la guérilla. Habillés en guérilleros, les Kaibiles sont arrivés dans le hameau à 02h30 le 6 décembre. Ils ont forcé les habitants à sortir de leurs maisons, rassemblant les hommes dans l'école et les femmes et les enfants dans les deux églises du hameau. Une fouille ultérieure n'a permis de découvrir aucun signe d'armes ou de propagande de guérilla. À 6 heures, les officiers consultent leurs supérieurs par radio, puis informent les commandos qu'ils vont "vacciner" les habitants après le petit-déjeuner.
Le 6 décembre 1982, sous la présidence de facto du général Efraín Ríos Montt, plus de 200 personnes - dont des femmes, des personnes âgées et des enfants - y ont été tuées par des commandos travaillant pour les forces gouvernementales dans le cadre de la politique de la terre brûlée du gouvernement.
Le massacre s'est poursuivi tout au long du 7 décembre. Le matin du 8 décembre, alors que les kaibiles s'apprêtaient à partir, 15 autres personnes, dont des enfants, sont arrivées dans le hameau. Les kaibiles auraient emmené les nouveaux arrivants dans un endroit situé à une demi-heure de là, puis les auraient abattus, à l'exception de deux d'entre eux.

## Climat
La capitale municipale de La Libertad se trouve à 188 mètres d'altitude. La municipalité a un climat tropical de mousson avec un temps très chaud à chaud toute l'année, une saison humide de mai à novembre, et une saison plus sèche avec des pluies modérées de décembre à avril.

## Ressources naturelles

### Pétrole
Le contrat de concession # 2-85 se réfère au "champ de Xan" (47 puits forés), dont l'exploration a commencé au milieu des années 1950. Ce contrat a été initialement souscrit avec la société Basic Resources, fondée dans les années 1960 par John D. Park, l'un des avocats qui ont travaillé sur le Code pétrolier guatémaltèque après la contre-révolution de 1954. Basic Resources a commencé à explorer d'éventuels puits de pétrole dans les années 1970 et a commencé la production commerciale dans les années 1980, en pleine guerre civile au Guatemala. Dans les années 1970, Basic Resources se joint à l'"Operación Conjunta", qui est un effort combiné mené par la société publique française Elf Aquitaine.
En 1993, Basic Resources avait installé une raffinerie à La Libertad et un oléoduc jusqu'aux puits de Xan à Laguna del Tigre. En 1985, Basic Resources avait signé le contrat 2-85 avec le gouvernement guatémaltèque pour 25 ans. Cependant, au milieu des années 1990, les nouvelles lois environnementales et les groupes civils commencent à se plaindre des impacts négatifs de l'activité pétrolière à Laguna del Tigre. Basic Resources tente de calmer les protestations en créant des projets environnementaux et de conscience, mais elle n'y parvient pas.
Enfin, vers la fin des années 1990, Basic Resources a été rachetée par la société américaine Union Pacific, puis revendue en 2001, pour 102,5 millions de dollars US, à la société privée française Perenco.